# Cerastium subpilosum
Cerastium subpilosum là loài thực vật có hoa thuộc họ Cẩm chướng. Loài này được Hayata mô tả khoa học đầu tiên năm 1913.